# Droga krajowa nr 403 (Węgry)
Droga krajowa nr 403 (węg. 403-as főút) – droga krajowa w komitacie Szabolcs-Szatmár-Bereg we wschodnich Węgrzech. Długość - 14 km. Stanowi część obwodnicy Nyíregyháza. Przebieg:
- Nyírtura – skrzyżowanie z 4
- Nyíregyháza – skrzyżowanie z 41
- Nagykálló – skrzyżowanie z autostradą M3